# Iouri Repine
Iouri (Gueorgui) Ilitch Repine (russe : Ю́рий (Гео́ргий) Ильи́ч Ре́пин), né le 29 mars 1877 (10 avril dans le calendrier grégorien) à Tchouhouïv dans le gouvernement de Kharkov, dans l'empire Russe et mort le 9 août 1954 à Helsinki en Finlande est un peintre russe et finlandais, membre des Ambulants.

## Biographie

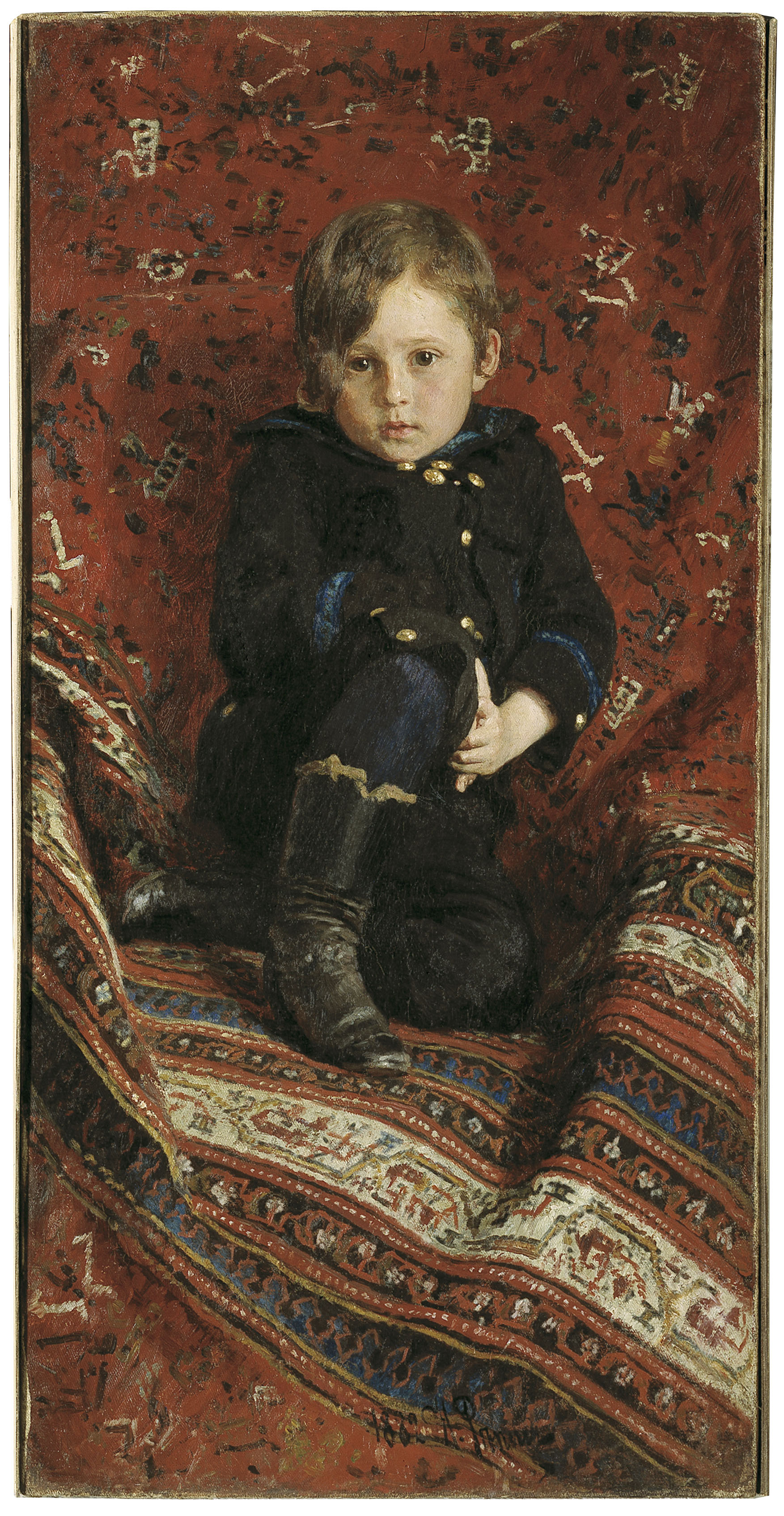
Ilia Répine Portrait de Iouri Repine (1882)

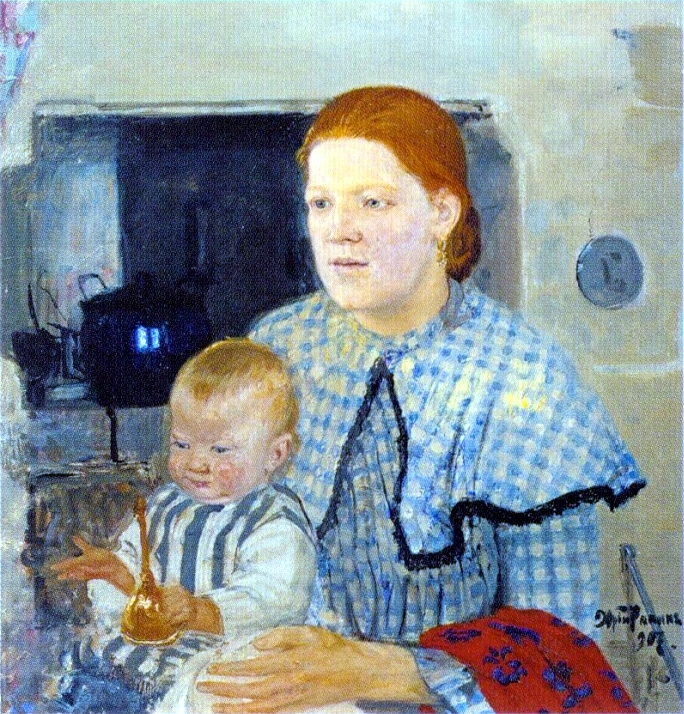
Iouri Repine Ma femme (1909)

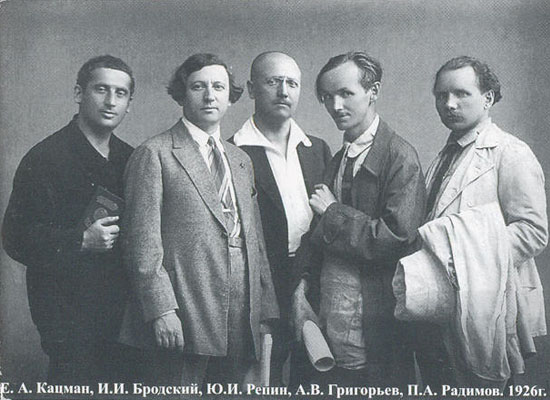
, Isaak Brodsky, Iouri Repine, et (1926)

Iouri Ilitch est le fils d'Ilia Répine, de son premier mariage avec Vera Alekseïevna Chevtsova (1854-1918). C'est le troisième de leurs enfants. Il nait à Tchouhouïv dans la maison natale de son père, après son retour de son voyage à l'étranger. Il reçoit à son baptême le nom grec de Grigori,,.
Après la séparation de ses parents en 1887, Iouri et sa jeune sœur Tatiana restent avec leur mère, tandis que ses sœurs ainées vivent chez leur père.
Il reçoit sa première formation artistique dans l'école de dessin de la grande duchesse Maria Tenicheva, où son père enseigne la peinture et le dessin. En 1899 il entre comme auditeur libre à l'Académie impériale des beaux-arts. Il est inscrit à l'atelier de son père, et ensuite à celui de Pavel Kovalevski, puis, à partir de 1903, de l'académicien Dmitri Kardovski.  
En 1903 il suit les cours supérieurs de l'Académie, dans la classe de peinture de bataille de Franz Roubaud. En 1905, il se marie avec Praskova Andeïevna Andreïeva (1883—1929), abandonne ses études, sans obtenir le titre de peintre. Son fils Gaï (Georgui Iourvitch Repine, 1906—1974) nait en 1906,, et son second fils, Di (Dmitri Iourevitch Repine, 1907—1935) en mars 1907.
À partir de 1907, il vit près de son père dans la propriété de Kuokkala, où Natalia Nordman, compagne d'Ilia Répine, attribue à Iouri et à sa famille une parcelle, sur laquelle est construite une maison avec un atelier. Elle est appelée par eux le wigwam, à cause de leur apparence. En 1914, Iouri Repine ouvre à Kyokkala une école de dessin pour enfants.  
Après le retrait en avril 1918 des unités de la Garde blanche dans les anciennes frontières douanières du Grand-Duché de Finlande et la fermeture de la frontière entre la Finlande et la République socialiste fédérative soviétique de Russie, toute la famille Répine est sans ressources, et à la charge d'Ilia Iefimovitch.   
En novembre 1925, Iouri Repine reçoit des autorités finnoises un passeport Nansen qui lui permet de passer la frontière. Une délégation soviétique rend visite l'été 1926 à Ilia Répine. Elle comprend des peintres fondateurs de l'Association des artistes de la Russie révolutionnaire, comme Isaak Brodsky, Ievgueni Katsman (ru), Pavel Radimov (ru) et Aleksandr Grigoriev (ru). Elle invite en vain Ilia Répine à retourner en URSS.     
À l'automne de cette même année Iouri Repine fait un séjour à Leningrad, avec une grande publicité dans les journaux soviétiques. Il lui est fait commande d'un tableau sur « la fin de l'autocratie », d'après une esquisse de son père. Ces tentatives ne déboucheront pas sur le retour des deux peintres en Russie.     
Très éprouvé par les décès successifs de sa femme en 1929, de son père en 1930, et de sa sœur Nada en 1931, Iouri Repine mène une vie retirée et religieuse, et montre un penchant pour le mysticisme. La passion du Christ sur le Golgotha devient le principal thème de son œuvre,.
En février 1935, son fils Di, ancien matelot, revenu à Kuokkala après dix ans de navigation, est porté disparu. Cherchant à connaitre son sort, Repine adresse une lettre à Vladimir Bontch-Brouïevitch, directeur du Musée littéraire national de Moscou, et ensuite à Joseph Staline lui-même.       
Comme il le sera connu par la suite par les archives conservées par le Service fédéral de sécurité de la fédération de Russie, Dmitri Iourevitch Repine fut arrêté pour traversée illégale de la frontière de l'URSS, condamné le 10 juin 1935 par le tribunal militaire du district militaire de Léningrad, sur le fondement des articles 58-8 et 84 du code pénal de la RSFSR), à être fusillé pour tentative d'organisation d'attentat contre les hauts-dirigeants du parti et de l'État.      
Selon l'enquête du NKVD, il aurait été membre de deux organisations clandestines, les sections de Kuokkala de la Confrérie de la Vérité Russe et de l'Union générale des combattants russes,.      
En novembre 1939, lors de l'évacuation de la population au début de la Guerre d'Hiver entre la Finlande et l'Union soviétique, Iouri Repine et sa sœur Vera sont envoyés par les autorités finnoises dans le village de Levanto, au nord d'Helsinki.       
Après la deuxième guerre mondiale, il vit à Helsinki. Il continue à peindre, sur du contreplaqué ou du carton. Il peint des icônes pour les églises orthodoxes de Finlande et des portraits sur commande. Il n'a pas de résidence fixe, et il mène une vie errante. On sait que même du vivant de sa sœur Vera, il passait la nuit dans des asiles,.      
Le 9 août 1954, il met fin à ses jours, en se jetant d'une fenêtre du troisième étage de l'immeuble de l'Armée du Salut à Helsinki,,,.      
Il est enterré aux côtés de sa sœur ainée Vera dans le cimetière orthodoxe d'Helsinki.

## Œuvre

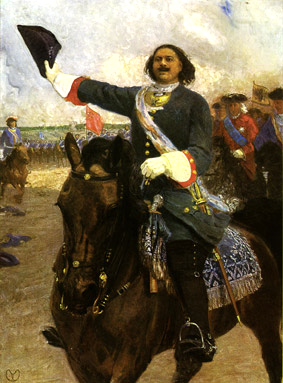
Iouri Repine Le grand Leader (1910)

Iouri Repine est l'auteur de peintures historiques, de portraits et de paysages. Il a également traité, en particulier dans la dernière partie de sa vie, des thèmes religieux et évangéliques. 
Son style reprend des éléments impressionnistes, mais est également fortement influencé par celui, changeant, de son père, dont il a été l'assistant dans son atelier.  
Avant d'être isolé en Finlande, il a exposé ses œuvres dans les expositions de la Sécession de Munich en 1910, de la Confrérie des peintres indépendants (1911, 1913) et de la Confrérie des expositions des peintres itinérants, les Ambulants (1914—1918). Il en est membre à partir de 1915.   
En 1911 et 1912, il prend part aux travaux du Congrès pan-russe des peintres.   
En 1910, il reçoit le prix du jubilé de la princesse Eugénie Maximilianovna de Leuchtenberg et une deuxième médaille d'or de la Sécession de Munich pour sa toile Le grand Leader, représentant Pierre le Grand avant la bataille de Poltava.  
Il finit en 1914 sa toile Tiourentchen. La vie éternelle dans une mort glorieuse, commandée en 1912 par l'impératrice Marie Fedorovna, mère de l'empereur Nicolas II, en tant que cheffe du 11e régiment d'infanterie de l'ouest-sibérien,. Elle représente une scène de la bataille du fleuve Yalou, qui constitue en avril 1904 le premier affrontement, perdu par les armées russes, de la guerre russo-japonaise.    
Cette toile, de 106 x 253 cm, actuellement exposée à la galerie d'État de peinture du Kraï du Primorié (Vladivostok) obtient en 1914 un second prix de la Société impériale d'encouragement des beaux-arts, et en 1915, le prix de la peinture historique Arkhip Kouïndji.   

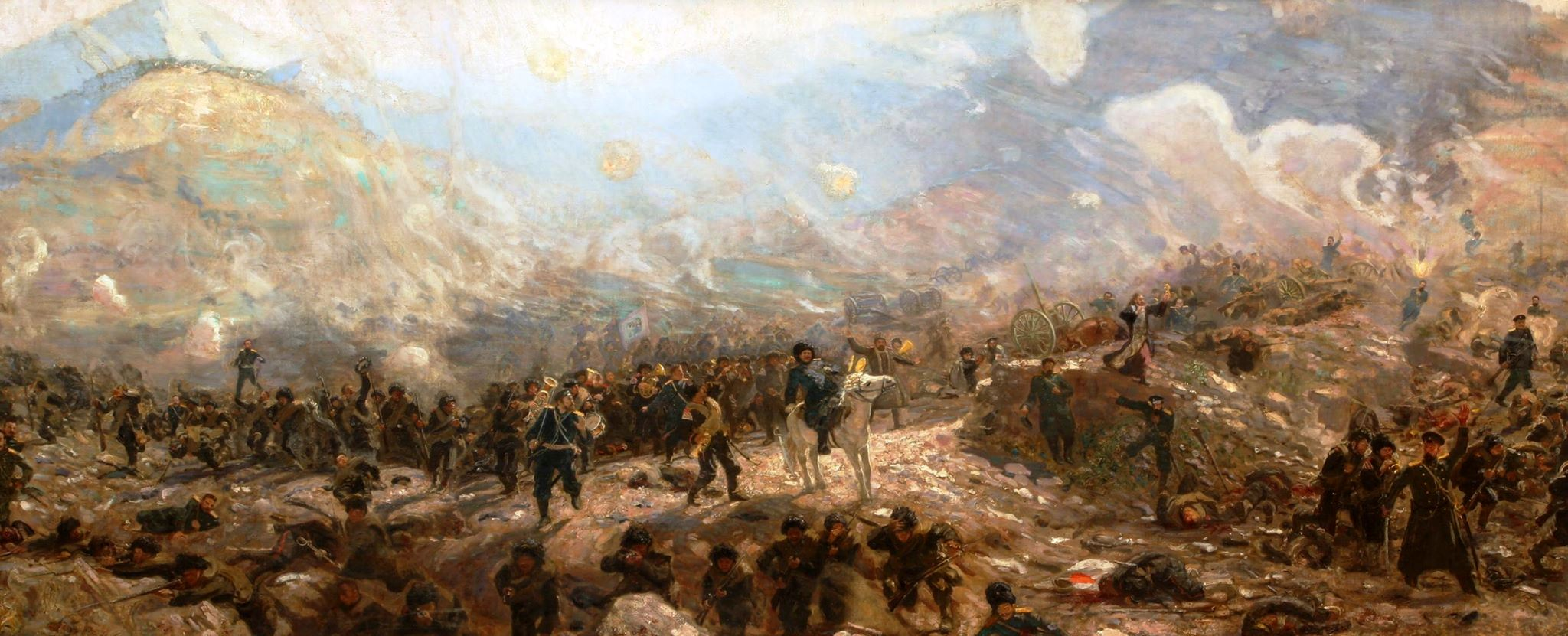
Iouri Repine Tiourentchen. La vie éternelle dans une mort glorieuse. Le 11e régiment d'infanterie de l'ouest-sibérien au combat dans la bataille du fleuve Yalou (1910)

Après 1918, il participe à des expositions de peintres russes à Berlin (1930), Amsterdam (1930), Paris (d’Alignan, 1931). En 1933 il devient membre de la Société des peintres russes en Finlande, qui vient d'être créée. Son œuvre, d'inspiration plus religieuse, est alors moins connue et moins étudiée. 

Tableaux de Iouri Repine
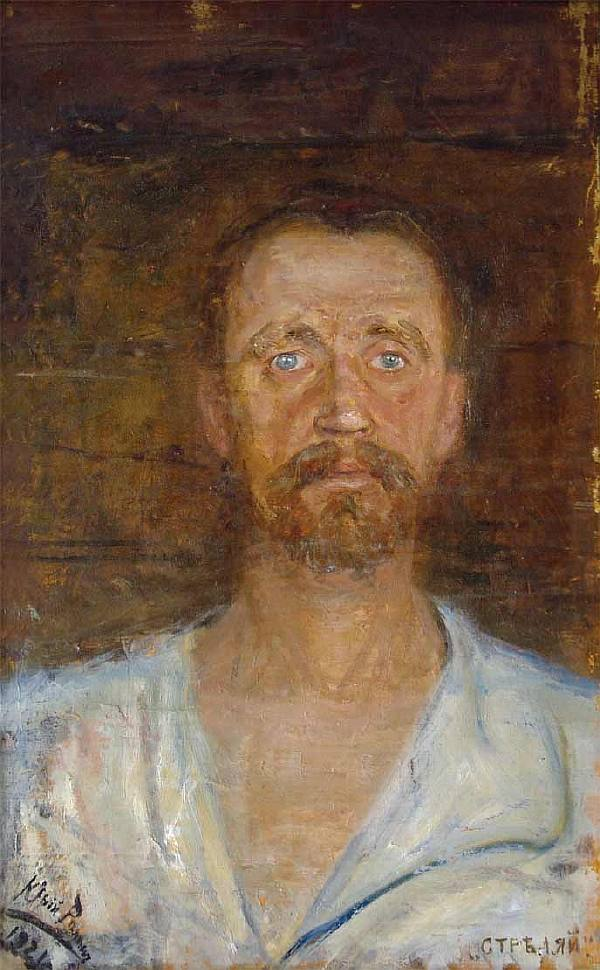
Tire ! (1921).
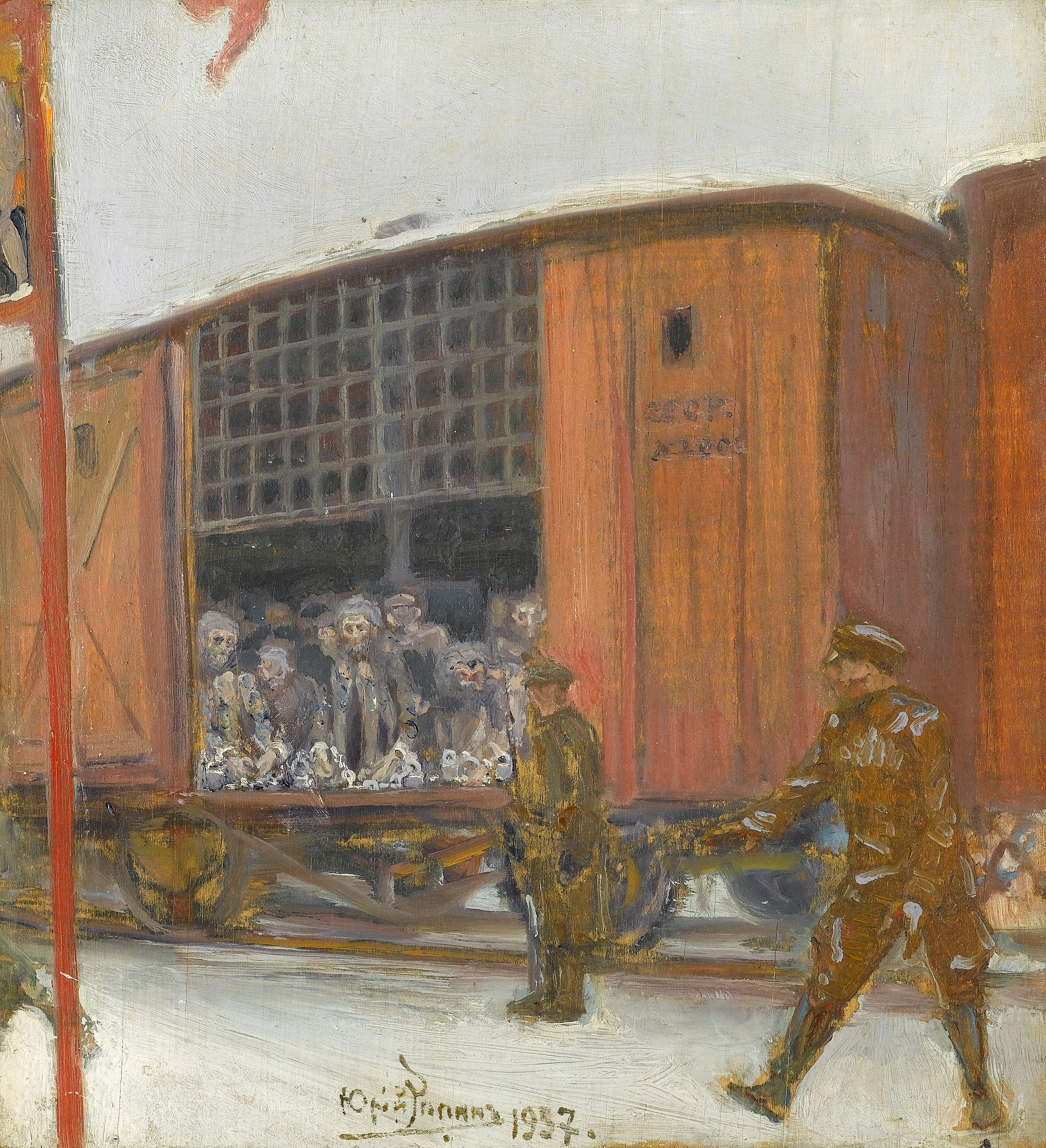
Les prisonniers à l'étape (1937).
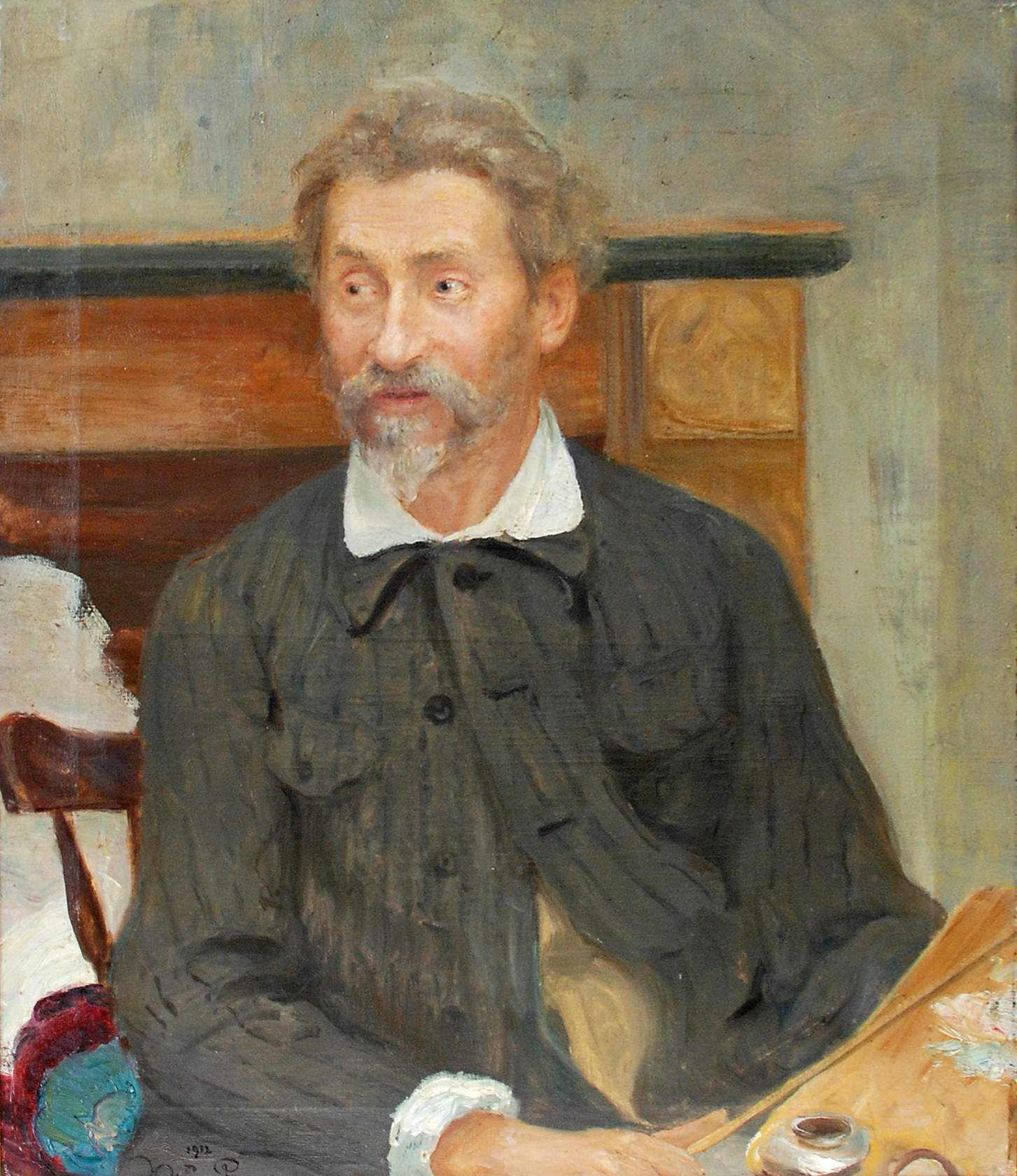
Portrait du père (1912).